# Janez Lenarčič
Janez Lenarčič (Liubliana, 6 de noviembre de 1967) es un diplomático esloveno que desde 2019 ocupa el cargo de comisario europeo de Gestión de Crisis, durante el mandato de la Comisión liderada por Ursula von der Leyen. Con anterioridad fue director de la Oficina de Instituciones Democráticas y Derechos Humanos, dentro de la Organización para la Seguridad y la Cooperación en Europa (OSCE).

## Educación
Es licenciado en Derecho Internacional por la Universidad de Liubliana en 1992.

## Carrera diplomática
Lenarčič entró en el servicio exterior esloveno en 1992. Su primer destino, entre 1994 y 1999, fue la Misión de Eslovenia ante las Naciones Unidas en Nueva York. De 2000 a 2001, Lenarčič trabajó como asesor del ministro de Asuntos Exteriores y primer ministro Janez Drnovšek. De 2002 a 2003 fue secretario de Estado en el gabinete del primer ministro.
Fue embajador de Eslovenia ante la Organización para la Seguridad y la Cooperación en Europa (OSCE) en Viena de 2003 a 2006, y presidió el Consejo Permanente de la OSCE en 2005 durante la presidencia de turno eslovena. De 2006 a 2008 Lenarčič fue secretario de Estado de Asuntos Europeos, lo que incluyó la representación de Eslovenia durante las negociaciones del Tratado de Lisboa en 2007 y posteriormente la representación de la presidencia eslovena del Consejo de la Unión Europea ante el Parlamento Europeo en 2008.
A continuación, Lenarčič se trasladó a Varsovia como director de la Oficina de Instituciones Democráticas y Derechos Humanos (OIDDH) de la OSCE hasta 2014.
En 2014 Lenarčič fue nombrado secretario de Estado en el gabinete del primer ministro esloveno Miro Cerar. En 2016 se trasladó a Bruselas como representante permanente de Eslovenia ante la UE.

## Comisario europeo
En 2019, Lenarčič fue propuesto por el primer ministro Marjan Šarec para el puesto de comisario europeo de Eslovenia en la Comisión dirigida por Ursula von der Leyen.
A principios de marzo de 2020, Lenarčič fue nombrado por von der Leyen para formar parte del grupo de trabajo especial de la Comisión para coordinar la respuesta de la Unión Europea a la pandemia del coronavirus.